# Ḩ
Cette page contient des caractères spéciaux ou non latins. S’ils s’affichent mal (▯, ?, etc.), consultez la page d’aide Unicode.
Ḩ, ou H cédille, est un graphème utilisé dans la translittération de l’alphabet arabe. Il s’agit de la lettre H diacritée d’une cédille.

## Utilisation

### Translittération de l'alphabet arabe
Le ḩ est utilisé dans la translittération de l’alphabet arabe du Groupe d'experts des Nations unies pour les noms géographiques (GENUNG) pour la lettre arabe ح représentant le son /ħ/, cependant la lettre ḥ (h point souscrit) est plus fréquent utilisée dans la translittération de l’alphabet arabe.

### Translittération de l'alphabet cyrillique
Le ḩ est utilisé dans la translittération de l’alphabet cyrillique ISO 9 pour la lettre kha crampon ‹ Ҳ ҳ ›.

## Représentations informatiques
Le H cédille souscrit peut être représenté avec les caractères Unicode suivants :
- précomposé (latin étendu additionnel) :

| formes    | représentations | chaînes de caractères | points de code | descriptions                      |
| --------- | --------------- | --------------------- | -------------- | --------------------------------- |
| capitale  | Ḩ               | Ḩ                     | U+1E28         | lettre majuscule latine h cédille |
| minuscule | ḩ               | ḩ                     | U+1E29         | lettre minuscule latine h cédille |

- décomposé (latin de base, diacritiques) :

| formes    | représentations | chaînes de caractères | points de code | descriptions                                  |
| --------- | --------------- | --------------------- | -------------- | --------------------------------------------- |
| capitale  | Ḩ               | H◌̧                    | U+0048 U+0327  | lettre majuscule latine h diacritique cédille |
| minuscule | ḩ               | h◌̧                    | U+0068 U+0327  | lettre minuscule latine h diacritique cédille |